# Niedźwiady (przystanek kolejowy)
Niedźwiady – nieczynny wąskotorowy przystanek kolejowy w Niedźwiadach, w powiecie żnińskim, w województwie kujawsko-pomorskim.